# Jan Henkel
Jan Henkel (* 20. Juli 1973 in Ulm) ist ein deutscher Fernsehmoderator.

## Leben und Karriere
Henkel wuchs in Rheinbach auf. Nach seinem Abitur 1992 am Vinzenz-Pallotti-Kolleg in Rheinbach folgte 1993 mit der Teilnahme an der CISM-Weltmeisterschaft der Fechter in Moskau  der Höhepunkt seiner sportlichen Karriere. Danach begann er das Studium der Sportwissenschaft an der Sporthochschule Köln, welches er 1998 mit dem Abschluss als Diplom-Sportwissenschaftler beendete.  Parallel dazu arbeitete er bereits seit 1996 für verschiedene Fernsehsender als Redakteur. Für Sport1 (ehem. DSF)  moderierte er über drei Jahre das internationale Fußballformat LaOla. Von 2000 an arbeitete Henkel als Moderator für den Fernsehsender Sky Deutschland. Bei den Spielen der Fußball-Bundesliga oder der UEFA Champions League analysierte er mit Experten die Spiele der deutschen Vertreter. Im Sommer 2017 wechselte Henkel zu Eurosport und moderierte dort zusammen mit Matthias Sammer die Fußball-Bundesliga.
Im Herbst 2020 kehrt er wieder zu Sky Deutschland mit einem Format für das Free TV zurück.
Henkel wohnt seit 2017 mit seiner Familie in München, zuvor lebte er 16 Jahre in Italien.